# Pleurogyrus persector
Pleurogyrus persector är en stekelart som först beskrevs av Parfitt 1882.  Pleurogyrus persector ingår i släktet Pleurogyrus och familjen brokparasitsteklar. Inga underarter finns listade i Catalogue of Life.